# إيمي سكاي
إيمي سكاي هي مقدمة تلفزيونية ومغنية وكاتبة غنائية كندية، ولدت في 24 سبتمبر 1960 في تورونتو في كندا.

## وصلات خارجية
- الموقع الرسمي
- إيمي سكاي على موقع IMDb (الإنجليزية)
- إيمي سكاي على موقع ميوزك برينز (الإنجليزية)
- إيمي سكاي على موقع أول ميوزيك (الإنجليزية)
- إيمي سكاي على موقع ديسكوغز (الإنجليزية)